# Trop de soleil tue l'amour

Trop de soleil tue l'amour est un roman de Mongo Beti paru en France le 20 janvier 1999 aux éditions Julliard.  (ISBN 2-260-01242-6)

## Résumé
Après avoir bu, Zamakwé va rendre visite à un de ses amis pour s’enquérir de la situation de ses CD de jazz. Ce dernier demande à Zam de lui donner la situation du pays car il sait que Zam est un journaliste. Après lui avoir donné un bref aperçu de la situation critique de l’économie africaine gouvernée par des dictateurs, son ami lui déclare le vol de ses CD. Grande sera la stupéfaction de Zam. Par la suite, Zam commissionne sa bien-aimée Bébète à faxer un papier dans le bureau de son patron communément connu sur le nom PTC Lazare Souop. Tous trois vont prendre un pot. Pendant que les deux autres visitent les lieux, un étrange monsieur apparaît devant Zam pour lui 
annoncer qu’il y a un cadavre dans son appartement. Très vite, ce dernier informe ses amis. Ils quitteront les lieux pour retourner dans son appartement où viendra les retrouver le commissaire Martin. Ce dernier demande à Zam de passer le lendemain dans son bureau pour un interrogatoire. Zam s’y rend avec ces derniers accompagnés de son ami avocat Eddie qui réussit d’ailleurs à le libérer du commissaire qui voulait le mettre en prison.
Sortis du commissariat, son ami Eddie décide d’emmener Zam très loin de ces flics qui veulent mettre son copain derrière les barreaux. Ce que Zam ne refuse pas à condition que Bébète soit à ses côtés. Ces derniers passeront la nuit dans un appartement que leur offrira Eddie. Quelques instants plus tard, un attentat est perpétré à leur égard. Eddie est très vite conduit à l’hôpital pendant que Zam et sa bien-aimée sont conduits dans un manoir qui leur est proposé par un inconnu. Le lendemain, Zam craint que la générosité qui leur a été offerte ne soit qu’un subterfuge pour mettre la main sur lui, car le bailleur ne leur avait jamais été présenté alors que telle était leur volonté. Ils retournent au journal où Eddie, sorti de l’hôpital, les rejoint.
Zam leur raconte sa mésaventure et leur fait comprendre qu’ils doutaient de la présence des micros installées de part et d’autre de cette résidence qui leur avait été offerte. Lazare, qui est le directeur du journal où travaille Zam, lui fait comprendre qu’il a tenté de rencontrer les dirigeants du pays afin d’obtenir quelques policiers qui pourraient surveiller le journaliste. Mais, ni le gouverneur, ni le Ministre de l’intérieur, encore moins le Ministre de la sécurité nationale ne lui répondront favorablement. Celui-ci lui dira plutôt que si Zam aimerait rester en vie, il devra cesser de poursuivre ses enquêtes sur la démagogie politique et le pillage des ressources dont est victime l’Afrique. Sans être déçu, il demandera le soutien des partis politiques sur lesquels repose son espoir. Il leur donne alors rendez-vous.
Le rendez vous honoré, les opposants sont rassemblés au journal pour réfléchir sur la stratégie à adopter pour contrecarrer les violences et la dictature du pouvoir. Zam, Eddie et PTC y sont présents. Mais, une dispute va se déclencher. Les représentants des partis politiques rejetteront l’idée d’Eddie selon laquelle ils devraient, tous ensemble, descendre dans les rues pour une marche de contestation au vu et au su de tous les hommes tel que l’avait fait Martin Luther King aux États-Unis d’Amérique car ils pensaient avoir été violentés et torturés par le pouvoir lors de leur premier mouvement de contestation. Mais, après un long remue-ménage ils vont finalement épouser cette idée et vont se séparer.
Zam et Bébète rentrent dans leur nouvel appartement offert cette fois-ci par PTC qui d’ailleurs leur recommandera de ne pas sortir tard dans la nuit. Mais ils sortiront tout de même. Ils roulent dans une voiture teintée lorsque Bébète se rend compte qu’ils sont suivis. Elle le fait savoir à Zam qui n’y croira pas à l’instant. Il décide alors de s’arrêter devant un bar pour acheter de la bière. Après la résistance que lui oppose Bébète qui craint que quelque chose de mal n’arrive à son amoureux, elle résoudra finalement de sortir avec Zam. À leur retour dans la voiture, Zam constatera effectivement qu’ils sont suivis lorsque leur poursuivants démarreront leur voiture au même moment qu’eux. Il tentera de les semer et le fera avec succès.
Zam en parle à son ami Eddie qui décide de lier amitié avec un policier appelé Norbert. Ces derniers feront la garde jusqu’au moment où ils verront une Mercedes qui va escorter son ami Zam et sa bien-aimée qui roulent dans une autre voiture. Ils la suivent pendant un bon moment. Lorsque leurs poursuivants s’avèreront d’être aussi poursuivis, ils réussiront à les semer sans toutefois se faire identifier par Eddie et son ami policier Norbert. Ils iront jusqu'à faire un accident dans un village. Ils seront lapidés par ces villageois qui pensent qu’ils sont responsables de la mort de leur concitoyen. Heureusement, un vieillard squelettique viendra dénoncer les véritables responsables. Ils seront par la suite pris aux petits soins en attendant l’arrivée de Zam et Bébète.
Le lendemain, Eddie informe Zam de la disparition de la Mercedes. Zam n’en reviendra pas .C’est alors qu’il va mesurer l’ampleur de son danger. Il va, pour se défouler, jeter sa colère sur Bébète en la traitant de "pute". Elle va fondre en larmes et décider de se retirer quelque temps de Zam. Elle retourne chez elle d’où elle reçoit la visite de sa maman et du Français Georges. Elle va rejeter la proposition de ce dernier qui désire l’emmener en France. Elle lui demande ce qu’il mène comme activité. Mais après quelques résistances, ce dernier lui fait savoir qu’il enquête sur les faux trafics des médicaments en Afrique et qu’il savait qui était derrière toutes ces manigances. Mais Elisabeth encore appelée Bébète ne sera toujours pas rassurée et le rejette. Sans toutefois abandonner, Georges engage un homme appelé Grégoire à qui il demande de savoir avec qui celle-ci sort. Ce dernier lui dira plus tard qu’Elisabeth était éprise d’un journaliste.
Entre-temps, Zam reçoit une lettre dans laquelle il lui est conseillé de rentrer très tôt. Pris de panique il décide de faire appel à sa bien-aimée laquelle ne viendra pas après avoir demandé conseil à sa sœur qui est infirmière. Zam est enlevé par une troupe de policiers qui le tortureront tout en essayant de le corrompre d’abandonner ses enquêtes et de devenir riche. Ce qu’il refusera. Il est relâché et reçu à la sortie par Elisabeth.
Le lendemain, celle-ci disparaît. Zam, informe Eddie de la disparition d’Elisabeth. Ce dernier tente de la rechercher sans suite favorable jusqu’au jour où, après avoir fait la connaissance de Georges, celui-ci lui fera savoir plus tard que Bébète est dans un manoir et qu’elle y était retenue par Ebénezer, un détourneur des fonds publics et un perverti. Mais Zam ne se laissera pas abattre par la disparition. Il sera chargé de percer l’énigme en allant rencontrer Marie-Madeleine à Elig-Amougou.

## Personnages principaux

### Zamakwé
C’est le héros principal de Trop de soleil tue l’amour. Il sera victime d’un complot qui consistera à l’inculper en vue de mettre fin aux enquêtes qu’il mène sur la mauvaise gestion de affaires politiques, de l’exploitation abusive des ressources dont regorge l’Afrique. Il sera pour cela violenté torturé par le gouvernement dictatorial en place. C’est ainsi qu’il sera capturé par des troupes policières qui tenteront de le convaincre d’abandonner ces activités qui portent préjudice non seulement à la métropole française, mais aussi aux Africains assoiffés de pouvoir, de perversion et de débauche. Il ira même jusqu’à dénoncer le népotisme dont font preuve les Africains y compris le directeur du journal en la personne de Lazare Souop. Ce personnage dont le recours à l’alcool s’avère le plus souvent la solution à ses problèmes est follement épris de la jeune Bébète qui, sans son existence, n’a pas de sens.

### Bébète
Elle est la bien-aimée de notre héros. Elle est la représentation de l’image de la femme africaine victime de l’exploitation sexuelle perpétrée par les colons notamment les Français aux lendemains des indépendances. Elle n'a pas reçu une éducation de base. Elle ne pourra pas se présenter à l’examen du brevet car la somme qu’elle avait reçue à cet effet s’est égarée. Toute jeune qu’elle était, elle va tomber entre les mains du Français appelé Georges pour lui demander un peu de sous afin qu’elle puisse se présenter à son examen. Ce dernier va abuser d’elle en l’entraînant dans une sexualité précoce. Elle va donc, très jeune, concevoir un enfant dans une pauvreté extrême. Elle va rencontrer plus tard Zam avec qui elle partagera des réels sentiments d’amour et qui l’aidera à améliorer ses conditions de vie en l’employant comme secrétaire au journal. Celle-ci malheureusement va disparaître à la fin.

### Eddie
Eddie s’avère le personnage le plus révolutionnaire dans cette œuvre car dans son jeune âge, il va vivre les représailles de l’immigration, de l’exil. De retour dans son pays, il va défendre les valeurs africaines en se révoltant contre le néocolonialisme et la dictature dans son pays. C’est ainsi qu’il va combattre avec son ami Zam en essayant de prouver son innocence, en luttant contre la lâcheté des partis politiques d’opposition. 

### Norbert
Norbert est un agent de la police. Il va aider Eddie à découvrir les hommes du pouvoir qui en veulent à mort Zam. Il sera interpellé par la commissaire. Ce dernier va, dans leur entretien, ordonner à Norbert de mener des enquêtes avec le Français Georges. Ceci l’amènera à se séparer progressivement de son ami Eddie car il devrait être partout accompagné de son coéquipier. Il sera dans l’obligation d’accepter ses nouvelles fonctions parce qu’il estime que s’il ne le fait pas, sa famille mourra de tortures de la famine. 

### Georges
Georges peut aussi être considéré comme un personnage principal dans cette œuvre faisant l’objet de notre étude en ce sens qu’il est le représentant français dans ce pays. Ce dernier semble avoir plusieurs objectifs. Il vient dans ce pays pour favoriser l’exploitation des ressources de ce pays tout en tenant compte de la méprise de la mainmise de la métropole sur l’économie, la politique pratiquées dans ce pays. C’est ainsi que lors de campagne électorale pour les élections, ce dernier va tenir un discours lorsqu’il sera invité par Ebénezer au cours d’une réunion avec les partis politiques qui doutaient du soutien de la France et des institutions internationales telles que le FMI et Amnesty International. Dans son discours, il va tromper la conscience naïve de ces hommes politiques en leur faisant comprendre qu’ils doivent maintenir le gouvernement au pouvoir par fraude et qu’ils ont le soutien de ces institutions internationales et de la France. Ainsi, il sera ovationné par ces hommes politiques et ne manquera aucunement de mettre au parfum le directeur de l’ANDECONINI de l’évolution de leur influence. Par ailleurs, ce personnage est un pervers et un détourneur de mineurs. C’est ainsi qu’il couchera avec la petite Nathalie qui n’a que 13 ans. 

### Ebénezer
Il est également appelé "l’homme à la saharienne". Il est en quelque sorte la courroie de transmission de l’exploitation abusive aussi bien sur le plan politique, économique que humain. Il va s’emparer d’une grande villa qui semble être le symbole de la corruption, de la démagogie. Il va également amener la petite Nathalie à coucher avec Georges à l'âge de 13 ans.

### Nathalie
Nathalie, nièce d’Ebénezer, est dans cette œuvre le symbole de l’innocence. Elle va voir son enfance volée et violée par son oncle qui la livre à Georges. Elle sera également profondément traumatisée par les atrocités de la barbarie qu’elle découvre et qui est orchestrée par son oncle associé des Blancs. Ceci l’amènera dans un mutisme total et dans une peur de l’homme. C’est sans doute ce qui justifie le fait qu’elle ne parle presque pas et agit plus par les gestes que par la parole d’où la rupture de la communication. 

## Thèmes
Cette œuvre qui fait l’objet de notre étude regorge de nombreux thèmes parmi lesquels la dictature, l’injustice sociale, l’insécurité, la violence, la débauche, l’alcoolisme, l’exploitation, la corruption et l’amour passion. 

### La dictature
La dictature est définie comme étant un pouvoir absolu sans contrôle, et sans liberté. En effet, ce système politique existe dans cette œuvre. Elle est manifestée par le Blancs et par les Africains. Les Blancs en ce sens qu’ils viennent dans ce pays imposer au gouvernement une forme de gestion des affaires. C’est ainsi que George, de manière implicite, va imposer aux africains de soutenir le gouvernement au pouvoir qui est au service de la métropole. Les partis politiques, sans s’y opposer, vont accepter cette demande. Du côté des Africains c’est-à-dire des hommes au pouvoir, nous avons une absence totale de la liberté d’expression. Ceci peut se voir clairement lorsque le gouvernement va prendre des mesures draconiennes qui consisteront à supprimer la campagne électorale et le jour des élections sans le consentement des partis politiques. De plus, il est strictement interdit dans ce pays à la police d’entreprendre une enquête portant sur un vol, un meurtre. C’est ainsi que pour ce dernier cas, le meurtre du Père Maurice Mzlikazi et le cadavre déposé dans l’appartement ne feront pas l’objet d’une enquête. 

### L’injustice sociale
L’injustice sociale se rencontre dans l’œuvre sous plusieurs angles. Elle est d’abord caractérisée par le rejet de l’être par la société en place. Cette injustice peut être aperçue lorsque Norbert observe comment une foule enragée se jette sur un jeune enfant d’origine tchadienne pour le lyncher jusqu’à ce que mort s’ensuive.

### L’insécurité
Elle est perçue comme étant l’absence, le manque de sécurité dans une société donnée. Cette condition sociale plonge un individu dans une crainte permanente. C’est le cas de Zam qui, dans cette œuvre, est poursuivi par des inconnus qui le veulent à mort. Ce dernier sera abandonné à lui-même sans un quelconque secours de la part des policiers qui pourtant ont pour devoir de garantir la sécurité des citoyens vivants dans leur territoire. 

### Laviolence
Elle est la force brutale exercée contre quelqu’un. Elle peut être physique ou morale. Pour le premier cas, l’on peut constater dans l’œuvre cet acte qui est manifesté, à l’encontre des partis politiques. En effet lors d’une réunion de concertation portant sur la stratégie à adopter pour lutter contre l’excès de pouvoir du gouvernement, les dirigeants de ces partis politiques font comprendre qu’ils ont été violentés part le gouvernement lors d’une manifestation de protestation. De même, cette violence physique peut être observée à l’égard de Zam qui se voit conduit dans un lieu obscure par les forces de l’ordre. Il est tabassé, torturé par ses bourreaux. En plus, les policiers feront irruption dans les maisons où il tabasseront les pères de famille, les dépouilleront de leurs biens et sodomiseront les respectables matrones devant leurs enfants et petits-enfants.
La violence morale, quant à elle, nous est révélée lors de la campagne électorale. En effet, lorsque Georges qui assiste le candidat du parti au pouvoir Amougou Ondoua Rigobert, croise Grégoire lorsque ce dernier le tutoie, il exige que ce dernier ne le tutoie pas dans un ton agressif: « Depuis quand me tutoies-tu, petit proxénète merdique? » 

### La débauche
La débauche se définit comme le dérèglement des mœurs, la recherche excessive des plaisirs sensuels. Elle est caractérisée dans l’ouvre par l’image de la femme telle que présentée par l’auteur. L’auteur nous décrit une société dans laquelle les relations entre hommes et femmes sont essentiellement fondées sur le sexe qui est la source du plaisir sensuel. Les femmes africaines sortent avec des Blancs et couchent avec eux pour se procurer de l’argent d’où le dérèglement des mœurs. À chaque fois, on entend Zam qui traite Bébète de "pute" qui couche avec les hommes pour faire face à la dureté de la vie, de la pauvreté. 

### L’alcoolisme
C’est la consommation exagérée de l’alcool par un individu. Il est caractérisé par le personnage Zam qui trouve dans cette pratique le moyen idéal de noyer ses soucis, de se libérer de ses problèmes va s’y abandonner corps et âme. 
Pour Georges, la raison pour laquelle il consomme l’alcool n’est pas la même que chez Zam. Pour lui, cela symbolise une certaine aisance sociale. C’est pourquoi lorsque Ebénezer va l’accueillir dans son manoir, il va apprécier les vins et les whisky de grande qualité (les vins de Bordeaux, du Cognac digne des Tsars de Russie) que lui présentera son ami en lui demandant : « Comment faites-vous pour avoir de tels trésors chez vous? » 

### L’exploitation
C’est l’action d’exploiter, de tirer fortune d’une chose que l’on fait produire. Dans l’œuvre, l’auteur nous présente la situation des Blancs qui prétendent investir dans ce pays alors qu’ils n’ont pour seul dessein l’exploitation. Sur le plan économique, l’auteur souligne à travers Eddie la situation désastreuse de l’Afrique victime d’une privatisation de certaine structures économiques du pays: la privatisation des banques, de l’électricité, et même aussi de la police et de l’armée et celle de l’état. En outre, l’enquête de Georges sur le faux médicaments qui circulent en Afrique est aussi une preuve que les africains sont exploités. En plus, les Français exploitent les bois tropicaux en Afrique, les stockent dans leurs industries en prévision d’une pénurie de bois de menuiserie et de décoration dans les années à venir avec pour souci de faire de bénéfices faramineux comme le fait actuellement Elf Aquitaine avec le pétrole en Afrique centrale et de maintenir éternellement le Africains en situation de pays pauvres et très endettés. 

### La corruption
Elle se définit comme étant l’action par laquelle un individu agit sur la conscience d’un autre de façon à l’amener à s’écarter de son devoir afin d’obtenir quelque chose de lui. Ceci est très perceptible dans le domaine politique. C’est ainsi que lors de sa campagne électorale, Amougou va amener les populations villageoises à voter pour lui en leur offrant dans une camionnette des vivres et de la boisson.
De même, les policiers sont plus préoccupés par ce que leur rapporte la route que de mener les enquêtes ou d’assurer la sécurité des populations. Il en sera de même avec le népotisme qui également est une autre forme de corruption en ce sens que ceux qui occupent les postes n’ont pas les compétences requises et doivent pour cela servir ceux qui les ont placés à ces postes. C’est la cas par exemple du commissaire qui dit à Norbert qu’il n’a ni baccalauréat ni licence pour être commissaire. S’il l’est, c’est parce qu’il sert très bien les intérêts des hommes au pouvoir. 

### L’amourpassion
C’est un sentiment qui pousse un individu, un être vers un autre. L’être emporté par cet élan est dénué de tout bon sens, de toute raison ce qui l’amène à ne pas pouvoir expliquer sa situation. Zam sera emporté par ce sentiment au point de se demander pourquoi il est si épris de Bébète alors que cette dernière n’est qu’une pute. La mortification dans laquelle il doit vivre et causée par l’absence de sa bien-aimée l’amènera à dire à son ami Eddie que son histoire avec Edith est une « histoire d’écorce » c’est-à-dire de philtre d’amour, un sentiment que nul ne saurait comprendre car cela relève du surnaturel.

## Distinctions
- Nomination au Prix du Livre Inter en 1999[2].